# 정유라 (승마 선수)
정유라(鄭維羅)라는 한때 사용된 이름으로도 알려져 있는 정유연(鄭有然, 1996년 10월 30일~)은 대한민국의 전직 승마 선수이다. 정윤회와 최순실의 딸이며 박근혜-최순실 게이트의 주요 인물 중 한 명이다.
2014년 아시안 게임에 정유연이라는 이름으로 참가해 마장마술 단체전에서 금메달을 획득했다. 아시안게임 이후 정유라로 개명했고 2015년 5월에 아들을 출산했다. 출산 후 신주평과 결혼했으나 2016년 4월 10일에 결별했고 이후 재혼해 자식 2명을 더 낳았다. 2020년대에 정유연으로 다시 개명했으나 정유라라는 이전 이름도 사용하고 있다.

## 생애
중학교 때까지는 차은택의 도움을 받아서 성악을 공부하였으나 소질이 없어 승마로 진로를 변경하였다. 2014년 6월에 상주에서 열린 대한민국 승마 국가대표 선발전에서 전체 4위에 오르며 대표팀에 선발되었다., 같은 해 9월에 인천에서 열린 2014년 아시안 게임에 참가했다. 해당 대회 마장마술 개인전에서는 프리 생조르주 부문에서 5위에 올랐으며 인터미디어트 1 부문에서는 8위를 기록하면서 메달을 결정하는 인터미디어트 1 프리스타일 경기에는 진출하지 못했다. 김동선, 황영식, 김균섭과 함께 참가한 마장마술 단체전에서는 일본과 중화 타이베이팀을 누르고 금메달을 획득하였다. 이 경력을 바탕으로 이화여자대학교에 합격하였다. 그러나 청담고등학교 학사과정과 이화여자대학교 학사과정을 운영하는 과정에서 부당하게 특혜를 받은 의혹을 받아 고등학교 졸업에 대한 취소 절차 진행 끝에, 고등학교 졸업이 취소되었으며, 이에 앞서 대학에서는 입학취소 처분을 받았다. 또한 대한승마협회로부터 영구제명을 받으면서 승마 선수 생활도 끝이 났다.
2015년 5월에 아들을 출산한 후 2015년 12월 12일에 서주평과 결혼하고 독일로 출국해 신혼생활을 가졌다. 독일에 체류할 당시에는 아동학대로 조사를 받은 적이 있다. 그러나 사소한 다툼이 발단이 되어 2016년 4월 10일에 서주평과 결별하였다.
2016년 9월 28일 독일에서 덴마크 올보르로 도피하였다가, 2017년 1월 1일 덴마크 올보르 외곽 주택에서 덴마크 경찰에 체포되었다. 3월 17일 덴마크 검찰은 정유라의 송환을 결정하였고, 4월 19일 덴마크 올보르 지방법원은 정유라가 제기한 송환 불복 소송을 기각하고 정유라의 송환을 결정하였다. 5월 24일 정유라가 송환 결정에 불복하는 항소심을 자진 철회하였고, 31일 덴마크에서 대한민국으로 강제 송환되었다. 대한민국 검찰은 2일 새벽에 정유라의 구속 영장을 서울중앙지방법원에 청구하였으나, 3일 법원은 구속 영장 청구를 기각하였다.
검찰은 정유라가 최순실과 함께 삼성으로부터 명마를 받고도 이를 은닉한 혐의로 6월 18일 구속 영장을 재청구하였으나 법원은 21일 "피의자(정유라)의 구체적 행위나 가담 정도 및 그에 대한 (검찰의) 혐의 소명(疎明) 정도, 현재 피의자의 주거 상황 등을 종합하면 구속 사유와 필요성을 인정하기 어렵다"며 영장 청구를 기각하였다.
2022년 4월 27일 정유라는 유튜브 채널 가로세로연구소에 출연해 해당 연구소가 조국의 딸 조민 씨가 일하는 병원을 찾아가 사전 동의 없이 인터뷰를 시도한 것이 논란이 된 것에 대해서 격분하여 출연을 결심했다고 밝히며, 자신의 인권이 마녀사냥 당한 것에 대한 억울함을 호소하였다.  같은 해 5월 4일 서울 지방경찰청에서 조국, 안민석, 주진우, 김어준에 대하여 고소장을 접수하였다.
2024년 2월 15일에는 자신의 페이스북 계정을 통해 자신과의 악연을 가진 안민석 더불어민주당 의원을 낙선시키기 위하여 대한민국 제22대 국회의원 선거에서 경기도 오산시 선거구에서 무소속으로 출마하면서도 완주하지는 않겠다고 밝혔다. 그러나 안민석이 더불어민주당의 공천 과정에서 컷오프당하자 불출마를 결정했다.

## 학력
- 경복초등학교 졸업
- 선화예술중학교 졸업
- 청담고등학교 졸업 취소
- 이화여자대학교 퇴학 및 입학 취소

## 논란

### 인천 아시안게임 대표선수 선발 의혹
인천 아시안 게임의 마장마술 종목의 국가대표로 선발될 당시, 새정치민주연합 안민석 국회의원이 '대표로 선발되는 데 특혜가 있었던 것 아니냐'고 주장했다. 또한 정유연과 국가대표 자격을 두고 경쟁하던 김혁이 한국마사회컵 전국승마대회에서 우승하자 정유연의 아버지인 정윤회가 문화체육관광부에 감사를 의뢰하였으나, 정윤회가 원하는 결과가 나오지 않자 감사 담당자를 박근혜 대통령에게 요청해 좌천을 거쳐 면직시켰다는 주장이 있다. 그러나 대한승마협회는 적법한 절차를 거쳐 선발했다고 밝혔다.

### 학사 관리 특혜 논란
정유라는 선화예술중학교 3학년 때, 수업일수 총 205일 중 86일만 정상 출석하였으며, 42일이 승마훈련과 대회출전 등을 이유로 공결 처리가 되었다. 그 외 질병조퇴가 46일, 질병결과 3일, 질병지각 6일이었다고 한다. 이는 서울시교육청이 송기석 의원에게 자료를 제공하며 알려졌다.
청담고등학교 재학 당시 수업일수를 채우지 못해 제적당할 뻔 하였으나 최순실이 항의하였고, 이후 대한승마협회의 공문을 받아 공결 인정을 받아왔으나, 교사에게 뇌물을 건넨 점, 참석하지도 않은 수행평가에서 만점을 받은 점, 허위로 대회 출전 서류를 제출한 점 등을 들어 서울특별시교육청이 고등학교 졸업 취소를 검토하였고, 2016년 12월 5일에 청담고등학교에 정유라의 고등학교 졸업 취소 처분을 지시하였다.
이화여자대학교에 입학하는 과정에서는 원서를 접수할 당시에는 없었던 아시안게임 금메달 경력을 면접에 반영하는 특례를 제공했다는 의혹이 있다. 또한 학점 취득에 있어서도 특혜를 누렸다는 주장이 있다. 의혹이 불거지자 정유연은 2016년 4월에 독일로 출국한 후 돌연 휴학을 신청하였고, 자퇴서를 온라인으로 제출하였으나 자퇴 절차가 완료되지는 않았다.
2016년 12월 2일 이화학당 특별감사위원회는 정유라의 퇴학 및 입학 취소, 교직원 징계 등을 이화여자대학교 측에 요청하였고, 2016년 12월 5일에 입학취소 통지서와 고등학교 졸업취소 통지서를 변호사를 통해 받았으며, 법적 대응을 하지 않기로 결정했다.

### K스포츠 재단 관련
재벌들에게 돈을 강제 징수하여 만들어졌다고 의심받는 K스포츠재단의 자금을 각종 회사를 내세워 최순실과 함께 횡령했다는 의혹을 받고 있다. 해당 의혹을 받은 회사는 미르 재단과 K스포츠재단 의혹이 터진 당일 폐업했다.

### 덴마크 현지 경찰에 의한 체포
2017년 1월 2일, 덴마크 올보르 외곽에 있는 한 주택에서 정유라 추적의 결정적인 단서인 은신처 차고에 주차된 폭스바겐 차량을 JTBC 소속의 이가혁 기자가 덴마크 현지 교민에 의해 발견하였다. 지금도 그 차를 타고 다닐 것이라는 교민의 진술에 의해 차량을 추적, 도주 우려가 있다는 것을 고려, 현지 경찰에 신고하였으며, 정유라는 불법체류 혐의로 덴마크 경찰에 체포되었다.

### 대한승마협회 영구 제명
2017년 4월 17일, 결국 입학취소와 퇴학에 이어 대한승마협회 측은 비선실세 및 체육관련 입학 비리 등으로 정유라를 영구 제명하였다. 이에 따라 정유라는 대한민국 내 대회는 물론, 국제 대회의 한국 대표로 출전할 수가 없으며 국가대표 훈련수당도 반납해야 한다.

## 같이 보기
- 박근혜-최순실 게이트
- 최순실
- 박근혜